# Ulica Podgórska w Krakowie
Ulica Podgórska – ulica w Krakowie, w dzielnicy I Stare Miasto, na Kazimierzu i w dzielnicy II Grzegórzki, na Grzegórzkach.
Istniała już w XVIII wieku. Biegła wzdłuż murów obronnych Kazimierza. Nazywana była ulicą Nadwiślańską. Obecna nazwa obowiązuje od 1881 r. W obecnym kształcie (wzdłuż bulwarów nad Wisłą) ulica istnieje od 1911 r. Przebudowa była związana z niezrealizowaną koncepcją przebudowy bulwarów wiślanych i budowy portu.
Biegnie od Most Piłsudskiego do Mostu Kotlarskiego. Do ulicy prostopadle przylega Kładka Ojca Bernatka. Znajduje się przy niej także Galeria Kazimierz (na Grzegórzkach) w pobliżu nieistniejącej już stacji kolejowej Kraków Grzegórzki.

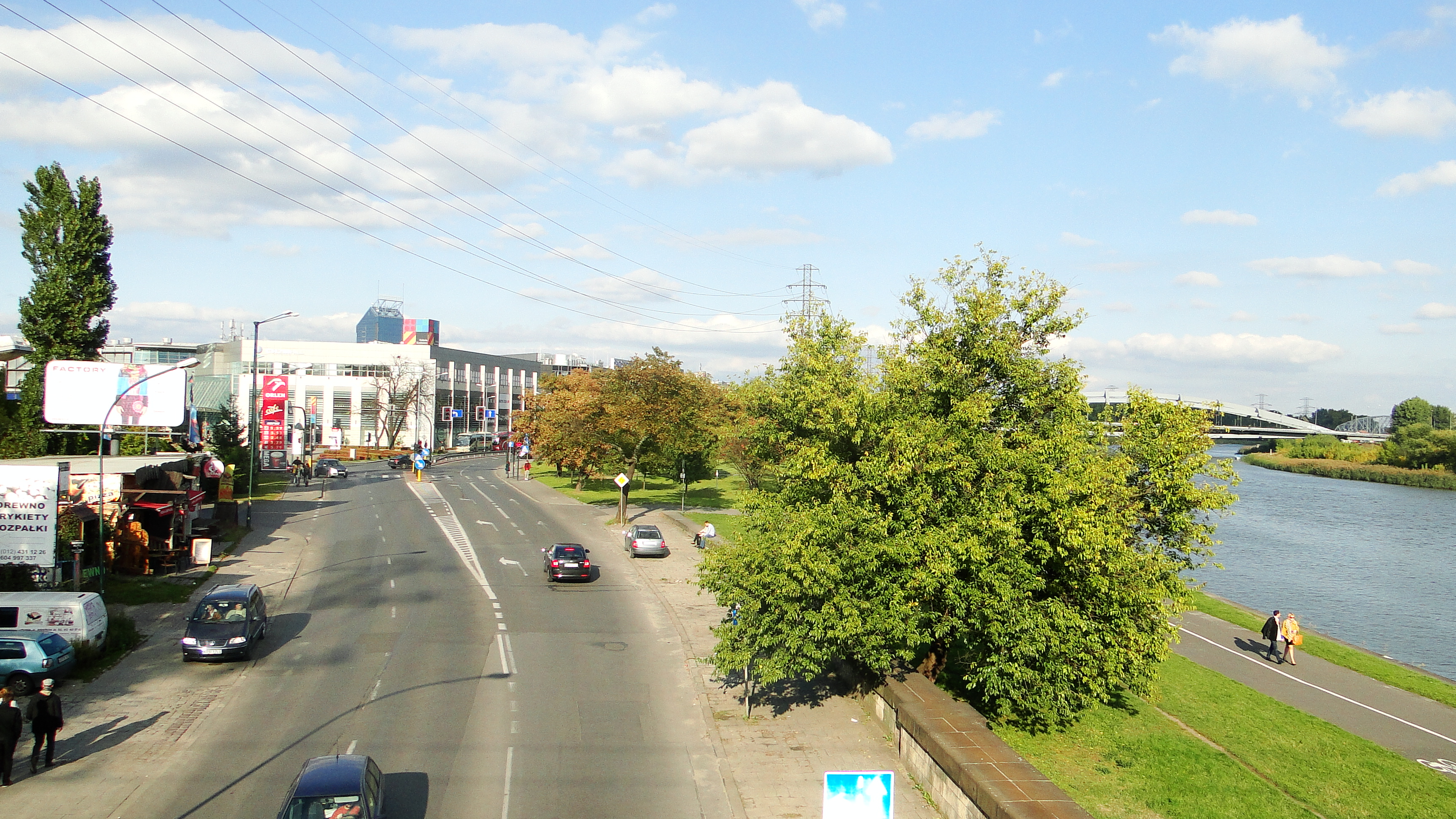
Widok ulicy z mostu kolejowego na Zabłociu.
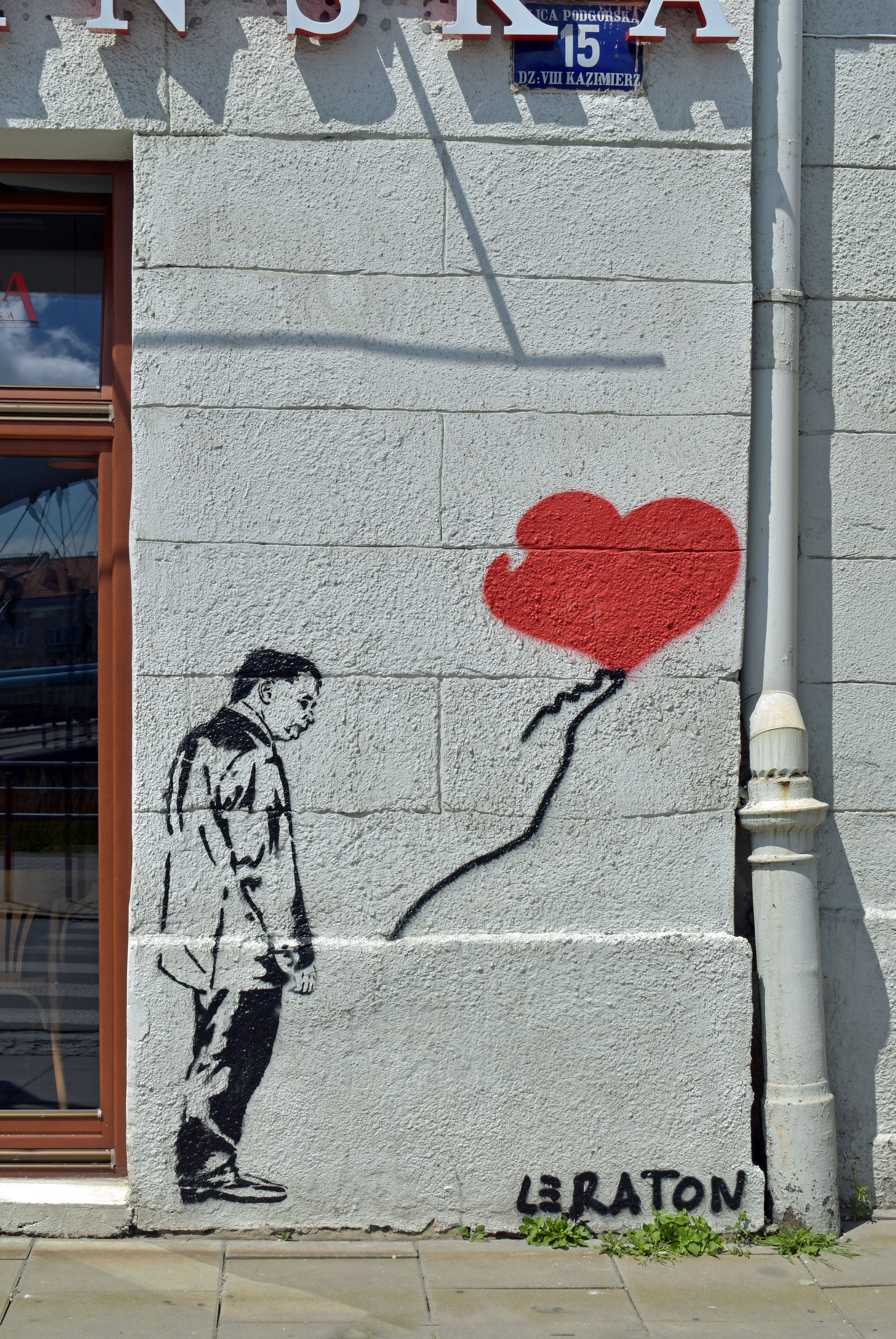
ul. Podgórska 15 Graffiti (2020), zamalowane po jednym dniu na polecenie cenzurującej antypartyjne malunki policji.
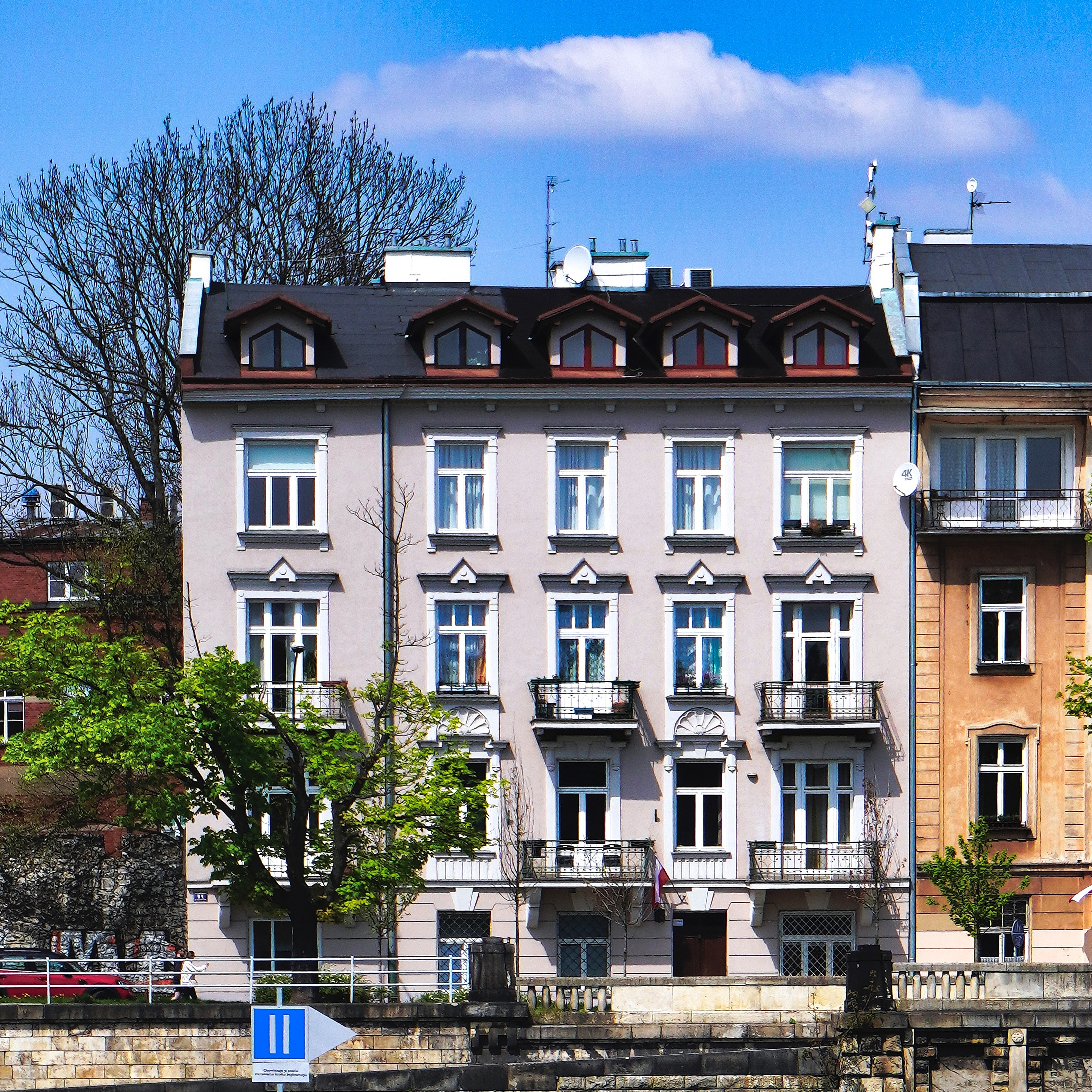
ul. Podgórska 11 Kamienica (proj. Leopold Tlachna, 1911).
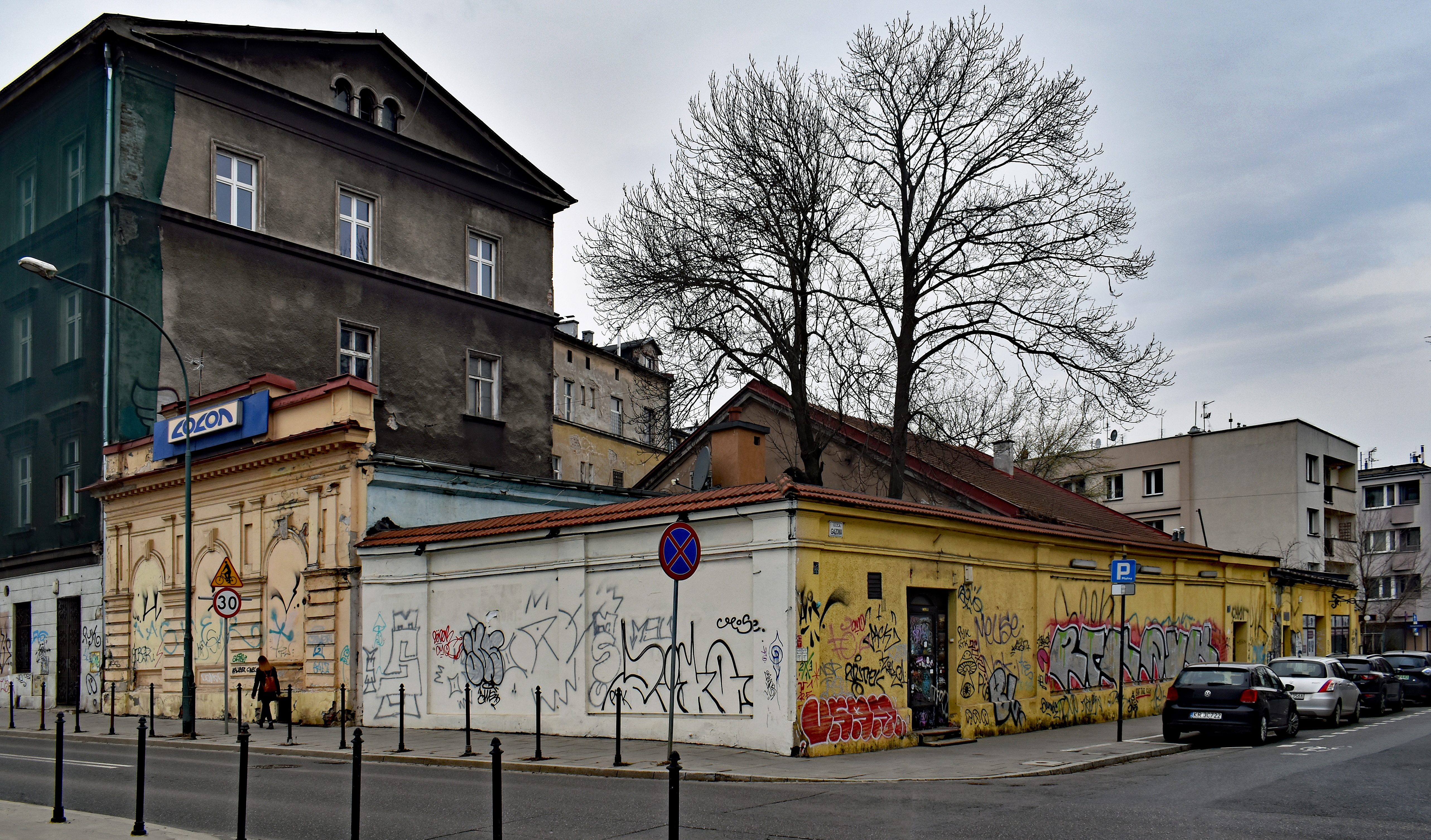
ul. Podgórska 16 ul. Gazowa 21–23 Dawny browar, potem kino „Wisła”, następnie siedziba Teatru Nowego.